# Gentiana grandiflora
Gentiana grandiflora là một loài thực vật có hoa trong họ Long đởm. Loài này được Laxm. mô tả khoa học đầu tiên năm 1774.